# Pinzieleke
Pinzieleke is een natuurgebied bij Heist-op-den-Berg langs de rivier de Grote Nete.
De plek geniet lokale bekendheid, omdat daar ooit de veerpont was. Begin jaren '50 is deze veerpont afgeschaft.
Verder was het de plek waar jongeren leerden zwemmen. Vooral in de zomer was het daardoor een ontmoetingsplaats voor de bewoners van Heist-op-den-Berg. Dit eindigde nadat de Grote Nete sterk vervuilde door industriële waterlozing.
In 2018 zijn werkzaamheden getroffen om het natuurgebied uit te laten groeien tot een drassige plassengebied langs de Grote Nete.